# Cheyssieu
Cheyssieu is een gemeente in het Franse departement Isère (regio Auvergne-Rhône-Alpes). De plaats maakt deel uit van het arrondissement Vienne. Cheyssieu telde op 1 januari 2022 1.051 inwoners.

## Geografie
De oppervlakte van Cheyssieu bedroeg op 1 januari 2022 8,55 vierkante kilometer; de bevolkingsdichtheid was toen 122,9 inwoners per km².

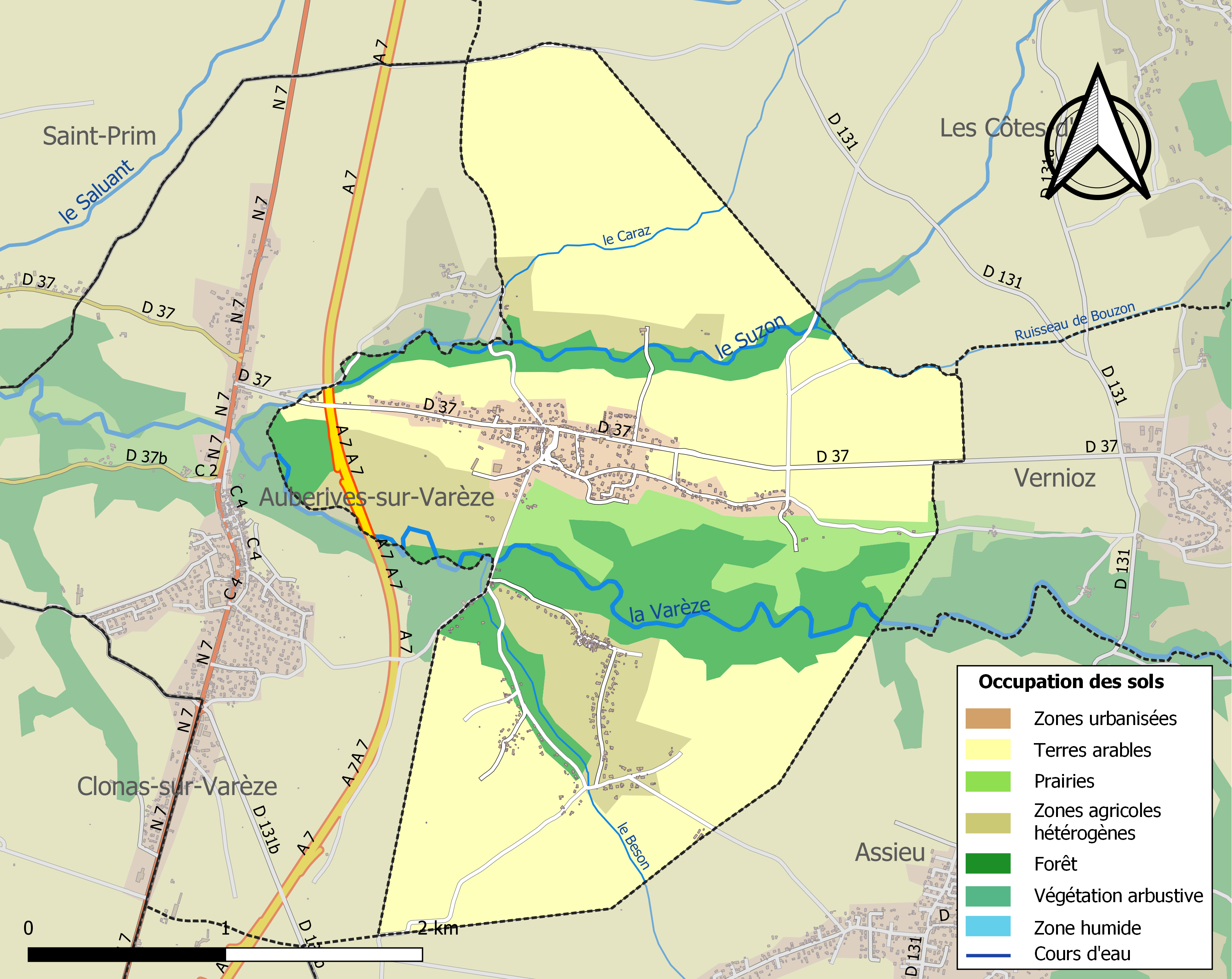
Kaart van de gemeente met de belangrijkste infrastructuur, bodemgebruik en omliggende gemeenten

## Demografie
Onderstaande figuur toont het verloop van het inwonertal (bron: INSEE-tellingen).